# Jōichirō Tatsuyoshi

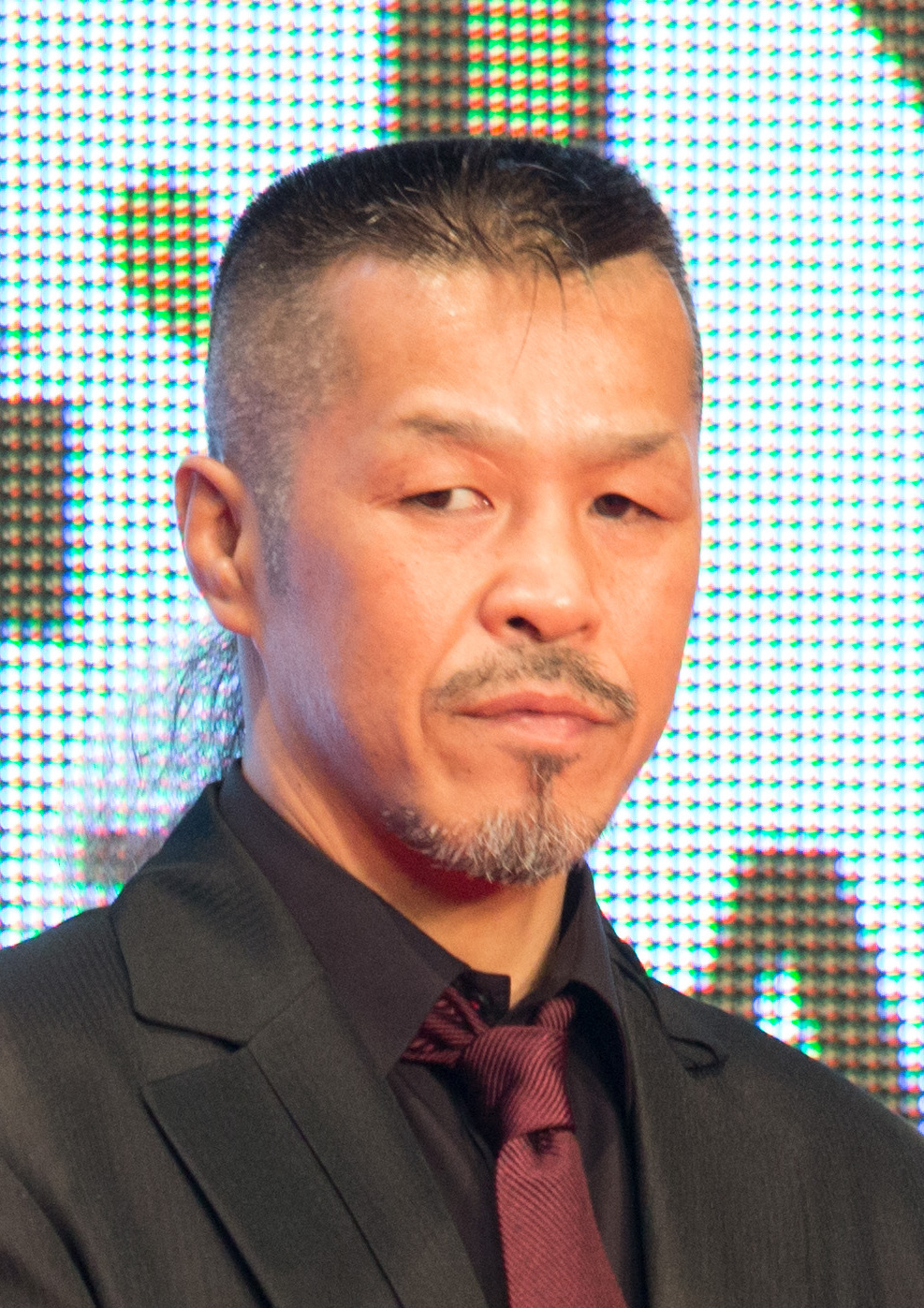
Jōichirō Tatsuyoshi (2015).

Jōichirō Tatsuyoshi (jap. 辰𠮷 𠀋一郎, Shinjitai: 辰吉 丈一郎, Tatsuyoshi Jōichirō; * 5. Mai 1970 in Kurashiki, Japan) ist ein ehemaliger japanischer Boxer im Bantamgewicht.

## Profikarriere
Im Jahre 1989 begann er erfolgreich seine Profikarriere. Am 19. September 1991, bereits in seinem 8. Kampf, boxte er gegen Greg Richardson um den Weltmeistertitel des Verbandes WBC und siegte durch technischen K. o. in Runde 9. Diesen Titel verlor er allerdings in seiner ersten Titelverteidigung gegen Victor Rabanales im Jahr darauf.
Am 22. November 1997 eroberte er diesen Gürtel zum zweiten Mal, als er Sirimongkol Singwancha in der 7. Runde durch T.K.o. bezwang. Insgesamt verteidigte er den Titel zweimal und verlor ihn Ende August 1999 an Veeraphol Sahaprom durch technischen Knockout.